# Битва при Тунисском озере
Битва при Тунисском озере (149 до н. э.) — сражение между римскими и карфагенскими войсками в ходе Третьей Пунической войны.
Весной 149 года до н. э. в Африку прибыли римский консул Кальпурний Писон и начальник флот Луций Манцин. Они не стали нападать на Карфаген и атаковали другие города Карфагенской державы. Они попытались осадить с суши и с моря Аспиду (Клупею), но потерпели поражение, однако Писон взял другой город, находившийся поблизости, и разграбил его.
Оттуда Писон пошёл к Гиппагрету (Гиппон Диаррит, современная Бизерта, между Карфагеном и Утикой) — городу финикийского происхождения на африканском побережье, к западу от Утики и к югу от мыса Бланка, стоявшим на берегу озера, которое соединялось с морем проливом, пересекающим город. Это был значительный город с укреплениями, крепостью, гаванями и верфями, хорошо устроенными ещё Агафоклом.
Жители Гиппагрета занимались грабежом, перехватывая продовольствие, которое на кораблях подвозилось мимо них римлянам. Кальпурний рассчитывал отомстить Гиппагрету и прекратить грабежи римского продовольствия. Однако Кальпурний бесполезно осаждал город целое лето, а осаждённые гиппагретийцы дважды делали вылазку (причём на помощь им пришли карфагеняне) и при этом сожгли все осадные машины римлян. Не достигнув успеха, Кальпурний пошёл на зимовку в Утику, перешедшую на сторону Рима.